# Hilda Hilst
Hilda Hilst est une poétesse, écrivain et dramaturge brésilienne née le 21 avril 1930 à Jaú, État de São Paulo, Brésil et morte le 4 février 2004 à Campinas.

## Biographie
En 1948, elle s'inscrit à la Faculté de droit de l'université de São Paulo et en sort diplômée en 1952. Peu après, la lecture d'œuvres de Níkos Kazantzákis la décide à se lancer dans l'écriture.
Plusieurs de ses œuvres incluent des éléments du réalisme magique et, surtout, une forte présence de critiques politiques et de descriptions de marginalités sexuelles, tels l'inceste et l'érotisme queer, qui ont suscité plus d'une fois la polémique. Néanmoins, ses poèmes, romans et pièces de théâtre ont remporté au Brésil de nombreux prix prestigieux.
À partir de 1963, Hilda Hilst réside à Campinas, État de São Paulo, où elle est morte le 4 février 2004. Ses manuscrits sont au « Centro de Documentação Cultural Alexandre Eulalio » (CEDAE) de l’Universidade Estadual de Campinas (UNICAMP). Son institution, à Campinas aussi, s’appelle « Instituição Hilda Hilst – Casa do Sol Viva », dont le directeur est l’écrivain José Luis Mora Fuentes. 

## Citations
- « Même en n'existant pas, je me régale. »
- « Mieux vaut un chien vivant qu'un lion mort. »

## Œuvres traduites en français
- « Agda » (fragment). In : Brasileiras : voix, écrits du Brésil. Org. de Clelia Pisa e Maryvonne Lapouge Petorelli, Paris, Des Femmes, 1977, p.5-14e 341-358
- Contes sarcastiques (Fragments érotiques), traduit par Maryvonne Lapouge-Petorelli, Paris, Gallimard, coll. « L'Arpenteur », 1994  (ISBN 2-07-073783-7) ; réédition, Paris, Le Serpent à Plumes, coll. « Motifs » no 76, 1999  (ISBN 2-84261-118-7)
- L’Obscène Madame D. suivi de Le Chien, traduit par Maryvonne Lapouge-Petorelli, Paris, Gallimard, coll. « L'Arpenteur », 1997  (ISBN 2-07-074394-2)
- Sur ta grande face, traduit par Michel Riaudel, In : Pleine Marge : cahiers de littérature, d’arts plastiques & de critique, Paris, Éditions Peeters-France, 1997, p. 29-51
- Cinq poèmes d’Hilda Hilst. In : Anthologie de la poésie brésilienne. Edição bilíngüe. Prefácio e seleção de Renata Pallottini ; traduit par Isabel Meyrelles, Paris, Ed. Chandeigne, 1998, p.373-381
- Da morte. Odes mínimas. De la mort. Odes minimes, Edição bilíngüe. traduit par Álvaro Faleiros, São Paulo, Nankin Editorial ; Montréal: éd. Noroît, 1998
- De l'amour précédé de Poèmes maudits, jouissifs et dévots, traduit par Catherine Dumas, Paris, Caractères, coll. « Planètes », 2005  (ISBN 2-85446-385-4)
- Rutilant Néant : et autres fictions, traduit par Ilda Mendes Dos Santos, Paris, Caractères, coll. « Ailleurs-là-bas », 2005  (ISBN 2-85446-386-2)